# 中央医科グループ
中央医科グループ（ちゅうおういかグループ、CMS, Central Medical System）は、病院経営・医療事業グループであり、同族経営による後述の3グループの連合体である。

## 概要
中央医科グループは、いずれも医師であった中村哲夫・隆俊・秀夫三兄弟がそれぞれ立ち上げた医療法人グループから成り立つ。管理システムや医薬品納入の協同などを通じて規模の経済を得るほか、イベントの共催などによる交流も行われる。

### IMS（イムス）グループ
主なグループ病院
高島平中央総合病院（東京都板橋区）
イムス東京葛飾総合病院（東京都葛飾区）
横浜旭中央総合病院（神奈川県横浜市）
東戸塚記念病院（同）
新松戸中央総合病院（千葉県松戸市）
春日部中央総合病院（埼玉県春日部市）
三愛会総合病院（埼玉県三郷市）
埼玉みさと総合リハビリテーション病院（埼玉県三郷市）
イムス富士見総合病院（埼玉県富士見市）
イムス三芳総合病院（埼玉県三芳町）
西仙台病院（宮城県仙台市）
イムス札幌消化器中央総合病院（北海道札幌市）

### 戸田中央医科グループ
主なグループ病院
戸田中央産院（埼玉県戸田市）
戸田中央リハビリテーション病院（同）
新座志木中央総合病院（埼玉県新座市）
新座病院（同）
TMGあさか医療センター（埼玉県朝霞市）
東所沢病院（埼玉県所沢市）
狭山神経内科病院（埼玉県狭山市）
TMG宗岡中央病院（埼玉県志木市）
西東京中央総合病院（東京都西東京市）
佐々総合病院（同）
八王子山王病院（東京都八王子市）
一橋病院（東京都小平市）
小平中央リハビリテーション病院（同）
奥沢病院（東京都世田谷区）
世田谷神経内科病院（同）
田園調布中央病院（東京都大田区）
松井病院（同）
戸塚共立第1病院（神奈川県横浜市戸塚区）
戸塚共立第2病院（同）
牧野記念病院（神奈川県横浜市緑区）
牧野リハビリテーション病院病院（神奈川県横浜市緑区）
戸塚共立リハビリテーション病院（神奈川県横浜市泉区）
よこすか浦賀病院（神奈川県横須賀市）
北総白井病院（千葉県白井市）
茂原中央病院（千葉県茂原市）
熱海所記念病院（静岡県熱海市）
熱海 海の見える病院（静岡県熱海市）

### 上尾中央医科グループ

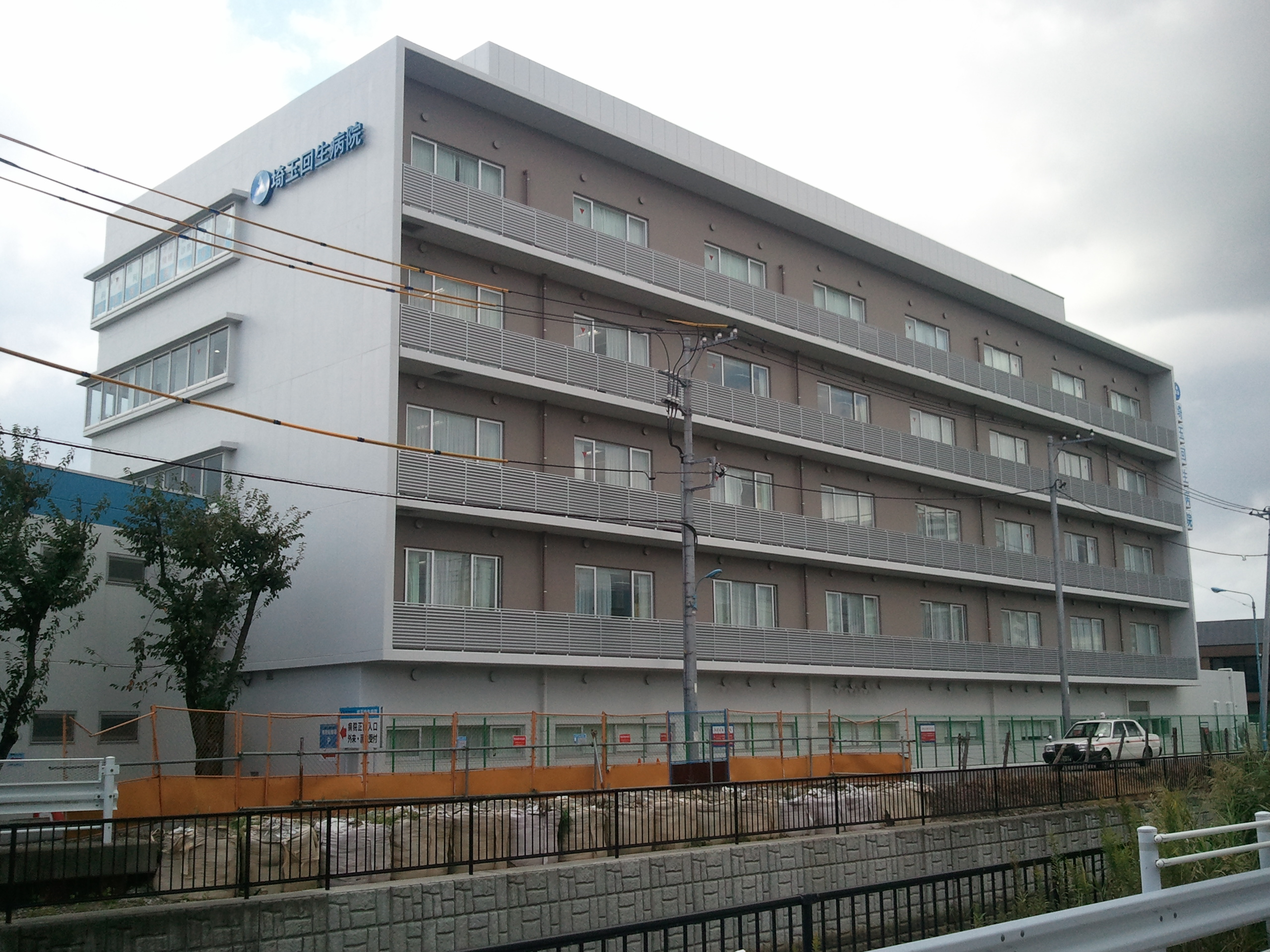
埼玉回生病院
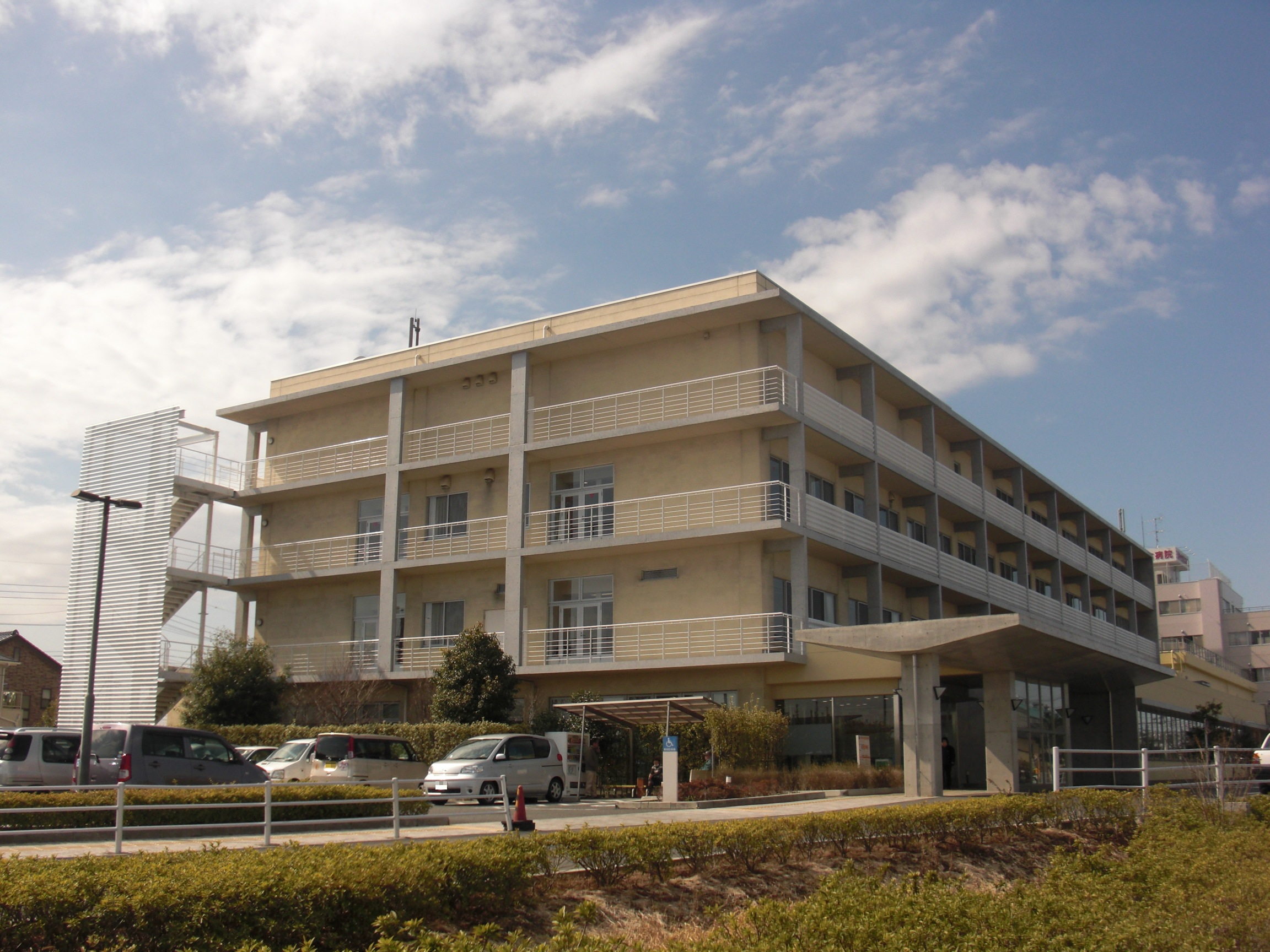
三郷中央総合病院

主なグループ病院
越谷誠和病院（埼玉県越谷市）
八潮中央総合病院（埼玉県八潮市）
埼玉回生病院（同）
白岡中央総合病院（埼玉県白岡市）
吉川中央総合病院（埼玉県吉川市）
三郷中央総合病院（埼玉県三郷市）
東川口病院（埼玉県川口市）
彩の国東大宮メディカルセンター（埼玉県さいたま市）
浅草病院（東京都台東区）
金沢文庫病院（神奈川県横浜市）
横浜相原病院（同）
桜ヶ丘中央病院（神奈川県大和市）
柏厚生総合病院（千葉県柏市）
津田沼中央総合病院（千葉県習志野市）
船橋総合病院（千葉県船橋市）
千葉愛友会記念病院（千葉県流山市）
笛吹中央病院（山梨県笛吹市）
- 埼玉回生病院
- 三郷中央総合病院

## 沿革
1956年（昭和31年）、北海道瀬棚町出身の医師・中村哲夫が、弟で二男の中村隆俊、三男の中村秀夫とともに、病床数5床の医院「板橋中央医院」を東京・板橋区に設立したことに始まる。その後、隆俊が戸田中央総合病院（埼玉県戸田市）、秀夫が上尾中央総合病院（同上尾市）の経営者としてそれぞれ独立し、現在の3グループの連合体形成に至る。
2006年（平成18年）にはグループ病院の求人を軸とする転職エージェント「セントラルメディウェブ」を新宿区に設立、同名の求人サイトを開設した。